# Gliederung der Streitkräftebasis (Bundeswehr)

Logo der Streitkräftebasis

Gliederung der SKB im März 2020

Die Gliederung der Streitkräftebasis der Bundeswehr beschreibt die Gliederung der Streitkräftebasis in Truppenteile. (Stand Juli 2017)

## Kommando Streitkräftebasis
(KdoSKB) in Bonn

## Logistikkommando der Bundeswehr
(LogKdoBw) in Erfurt
- Logistikregiment 1 (LogRgt 1) in Burg
- Logistikbataillon 161 (LogBtl 161) in Delmenhorst
- Logistikbataillon 163 (LogBtl 163) in Delmenhorst
- Logistikbataillon 171 (LogBtl 171) in Burg
- Logistikbataillon 172 (LogBtl 172) in Beelitz
- Logistikregiment 4 (LogRgt 4) in Volkach (Mainfranken-Kaserne)
- Logistikbataillon 461 (LogBtl 461) in Walldürn
- Logistikbataillon 467 (LogBtl 467) in Volkach (Mainfranken-Kaserne)
- Logistikbataillon 471 (LogBtl 471) in Oerbke
- Logistikbataillon 472 (LogBtl 472) in Kümmersbruck
- Logistikschule der Bundeswehr (LogSBw) in Osterholz-Scharmbeck
- Logistikzentrum der Bundeswehr (LogZBw) in Wilhelmshaven
- Spezialpionierregiment 164 (SpezPiRgt 164) in Husum
- Zentrum Kraftfahrwesen der Bundeswehr (ZKfWBw) in Mönchengladbach

## Kommando Feldjäger der Bundeswehr
(KdoFJgBw) in Hannover
- Feldjägerregiment 1 (FJgRgt 1), Berlin
- Feldjägerregiment 2 (FJgRgt 2), Hilden
- Feldjägerregiment 3 (FJgRgt 3), München
- Schule für Feldjäger und Stabsdienst der Bundeswehr (SFJg/StDstBw), Hannover

## ABC-Abwehrkommando der Bundeswehr
(ABCAbwKdo Bw) in Bruchsal
- ABC-Abwehrbataillon 7 (ABCAbwBtl7), Höxter
- ABC-Abwehrbataillon 750 „BADEN“ (ABCAbwBtl750), Bruchsal
- ABC-Abwehrregiment 1 (ABCAbwRgt 1), Strausberg
- Schule ABC-Abwehr und Gesetzliche Schutzaufgaben (SABCAbw/GSchAufg), Sonthofen

## Streitkräfteamt
(SKA) in Bonn
- Bundeswehrkommando USA und Kanada (BwKdo USA/CAN), Reston USA
- Deutsche Delegation Großbritannien
- Deutsche Delegation Niederlande
- Deutscher Anteil George C. Marshall Europäisches Zentrum für Sicherheitsstudien
- Deutscher Anteil NATO School Oberammergau
- Integriertes Fach- und Ausbilderzentrum SASPF Bundeswehr (IFAZ SASPF Bw), Aachen
- Schule für Diensthundewesen der Bundeswehr (SDstHundeBw), Ulmen
- Sportschule der Bundeswehr  (SportSBw), Warendorf
- Zentrum für Verifikationsaufgaben der Bundeswehr (ZVBw), Geilenkirchen
- Zentrum Informationsarbeit Bundeswehr  (ZInfoABw) Strausberg
- Zentrum Militärmusik der Bundeswehr (ZMilMusBw), Bonn

### Die 15 Musikkorps der Bundeswehr
- Die Musikkorps für das Heer:
  -  Heeresmusikkorps Neubrandenburg (HMusKorps Neubrandenburg)
  -  Heeresmusikkorps Hannover (HMusKorps Hannover)
  -  Heeresmusikkorps Kassel (HMusKorps Kassel)
  -  Heeresmusikkorps Koblenz (HMusKorps Koblenz)
  -  Heeresmusikkorps Veitshöchheim (HMusKorps Veitshöchheim)
  -  Heeresmusikkorps Ulm (HMusKorps Ulm)
- Die Musikkorps für die Luftwaffe:
  -  Luftwaffenmusikkorps Münster (LwMusKorps Münster)
  -  Luftwaffenmusikkorps Erfurt
- Die Musikkorps für die Marine:
  -  Marinemusikkorps Kiel (MMusKorps Kiel)
  -  Marinemusikkorps Wilhelmshaven (MMusKorps Wilhelmshaven)[1]
- Die Musikkorps der Bundeswehr mit besonderem Aufgabenschwerpunkt:
  -  Ausbildungsmusikkorps der Bundeswehr (AusbMusKorpsBw), Düsseldorf
  -  Big Band der Bundeswehr (BigBandBw), Euskirchen
  -  Musikkorps der Bundeswehr (MusKorpsBw), Siegburg
  -  Stabsmusikkorps der Bundeswehr (StMusKorpsBw), Berlin
  -  Gebirgsmusikkorps der Bundeswehr (GebMusKorpsBw), Garmisch-Partenkirchen

## Weitere Dienststellen
- Amt für Militärkunde (AMK), Bonn
- Bundesakademie für Sicherheitspolitik (BAKS), Berlin
- Deutscher Militärischer Vertreter im Militärausschuss der NATO und EU (DMV MC/NATO und EU)

## Ehemalige unterstellte Dienststellen
- Einsatzführungskommando der Bundeswehr, seit April 2012 Unterstellung BMVg
- Planungsamt der Bundeswehr, seit Juni 2013 Unterstellung BMVg
- Führungsakademie der Bundeswehr,  seit Dezember 2016 Unterstellung BMVg
- Kommando Strategische Aufklärung, seit Juli 2017 Unterstellung CIR
- Führungsunterstützungskommando der Bundeswehr, seit Juli 2017 Unterstellung CIR
- Zentrum Operative Kommunikation, seit Juli 2017 Unterstellung CIR
- Amt für den Militärischen Abschirmdienst (MAD-Amt), Köln, zum 1. August 2017 Umbenennung und Unterstellung BMVg
- Zentrum Innere Führung (ZInFü), Koblenz, seit August 2017 Unterstellung BMVg
  -  Zentrum für Militärgeschichte und Sozialwissenschaften der Bundeswehr (ZMSBw), Potsdam
    -  Militärhistorisches Museum der Bundeswehr (MHM), Dresden
- Kommando Territoriale Aufgaben der Bundeswehr, Berlin, seit September 2022 Territoriales Führungskommando der Bundeswehr
- Multinationales Kommando Operative Führung, Ulm, seit September 2022 Territoriales Führungskommando der Bundeswehr